# Montanismus
Montanismus, označovaný též jako Nové proroctví, byl raně křesťanské hnutí 2. století, pojmenované po svém zakladateli Montanovi. Montanismus, který se rozšířil v Malé Asii, především ve Frýgii a v některých částech severní Afriky, hlásal nadcházející konec světa v extrémní podobě včetně opouštění majetku, zákazu sňatků a vyzýval i k provokativnímu mučednictví.

## Historie
Podle Epifania vzniklo toto hnutí roku 156, podle Eusebia roku 172, ve vesnici Ardoban na pomezí Frýgie a Mýsie. Za episkopátu hierapolského biskupa Papia se pak hnutí rozšířilo po celé Frýgii, takže jeho stoupenci byli označováni ve 4. stol. také jako katafrýgové (řecky ἡ κατὰ Φρύγας αἵρησις hé kata Frýgas hairésis, hereze rozšířená u Frýgů). Zakladatel hnutí, Montanos, se pokládal za proroka a člověka, na kterém spočinul Duch Svatý „Paraklétos“ přislíbený Janovým evangeliem. Doprovázely jej dvě ženy, Priska (či Priscilla) a Maximilla, které údajně opustily své manžele a následovaly jej. Hnutí nalezlo své zastánce i v jiných částech římské říše, a to ještě v období, kdy křesťanství nebylo povoleným náboženstvím (religio licita, tj. před rokem 313). Veřejné působení Montanovo lze tak situovat mezi roky 135 a 177.
U počátku Nového proroctví stálo přesvědčení, že Nový Jeruzalém již brzy sestoupí na zemi a bude se nacházet ve frýgickém městě Pepuza, nacházejícím se asi 30 km na severovýchod od Hierapole. Zde se pak Montanus se svými přívrženkyněmi usadil a sebral sbírku vlastních prorockých výroků, v nichž Montanus hovoří ve jménu božím; Didymos Slepý tvrdí, že Montanos řekl: „Já jsem Otec, Syn a Duch svatý“. Tři montanističtí proroci se pak považovali za poslední Boží zjevení; Maximilla například tvrdila, že po ní již nebude dalšího proroctví, jen konec. Vedle očekávání brzkého konce světa montanisté hlásali mravní rigorismus, který byl zřejmě reakcí na uvolněné mravy křesťanů ve 2. století.
Pro představitele církve bylo Nové proroctví nepřijatelné z vícero důvodů – předně byl pro křesťany nepřijatelný již Montanův nárok, že jeho proroctví jsou inspirovaná Duchem svatým do té míry, že se ve jménu tohoto Ducha Montanos promlouval. Někteří oponenti prohlašovali, že se Montanos považuje za vtělení Parakléta, zřejmě však svá proroctví, společně s extatickými projevy v komunitě svých přívrženců, považoval pouze za vylití Ducha svatého, jež mělo předcházet paruzii. Velké pohoršení vyvolávalo i to, že se do vedení tohoto hnutí dostávaly i ženy, které prorokovaly a vyučovaly. Nové proroctví pak mělo na církevní praxi největší vliv v následujících oblastech: vzhledem k extatickým projevům v montanistických komunitách se v církvi rozšířila nedůvěra vůči podobným projevům. Montanistický důraz na inspiraci jejich proroctví vedl pak církev k jasnějšímu vymezení kánonu Nového zákona jakožto sbírky textů, uznávaných církví za Bohem inspirované a za měřítko víry (latinsky regula fidei).
Navzdory tomu, že církev označila hnutí za heretické, tato sekta přetrvala na některých místech až do 8. století. Nejznámějším přívržencem montanismu je bezesporu církevní spisovatel Tertullianus († kolem 220), který se zřejmě kvůli svým sympatiím k asketickým a rigoristickým důrazům v montanismu k tomuto hnutí ve svých pozdějších dílech přiklonil. Někteří autoři nalézají paralely mezi starověkým montanismem a současným pentekostalismem. Toto srovnání je mezi tradičními denominacemi odmítáno.